# Kamila Dubcová
Kamila Dubcová (* 17. ledna 1999 Valašské Meziříčí) je česká profesionální fotbalistka, která hraje na pozici záložnice za italský klub AC Milán a za český národní tým. Kariéru začínala v prvoligovém Slovácku a po ročním angažmá ve Slavii Praha přestoupila do Sassuolo Femminile, které hrálo v nejvyšší italské lize. Její dvojče Michaela Dubcová je také fotbalistka.

## Klubová kariéra
V české nejvyšší soutěži Kamila Dubcová hájila nejprve barvy Slovácka. Společně se sestrou pak v roce 2018 na jednu sezónu přestoupila do Slavie Praha, za kterou nastupovala i v Lize mistryň UEFA, kde v devíti zápasech vstřelila dvě branky. V české lize i poháru dosáhla v sezóně 2018/2019 na druhé místo.

### Sassuolo
V červenci 2019 přestoupily obě sestry Dubcovy do italského Sassuola. Michaela se po roce vrátila zpět do Slovácka, ale Kamila v Itálii zůstala. Sestry tak v sezóně 2020/2021 poprvé nehrály ve stejném klubu. Kamila Dubcová se zařadila do základní sestavy Sassuola, v prvních osmi zápasech nastřílela sedm gólů a patřila mezi nejproduktivnější hráčky Serie A.

### AC Milán
Společně se svým dvojčetem Michaelou přestoupila v létě 2022 do AC Milán. Se slavným italským klubem podepsaly třiadvacetileté české reprezentantky smlouvu na dva roky. AC to oznámil na svém webu.

## Reprezentační kariéra
V letech 2014–2016 hrála za českou juniorskou reprezentaci do 17 let, od roku 2016 za reprezentaci do 19 let.
Za seniorskou reprezentaci debutovala jako osmnáctiletá 13. června 2017 proti juniorkám USA, kdy v 28. minutě otevřela skóre zápasu. V každé sezóně mezi lety 2014 a 2020 vsítila za reprezentaci vždy alespoň jeden gól. Jako pravidelná členka základní sestavy se s českým týmem účastnila kvalifikace na mistrovství Evropy 2022. Nastupovala na kraji a ve středu zálohy nebo jako útočnice a dala po jedné brance Ázerbájdžánu, Polsku a Moldavsku.